# Puente-Hills-Verwerfung
Die Puente-Hills-Verwerfung ist eine Überschiebung (Erdspalte) in 17 Kilometer Tiefe direkt unterhalb der Großstadt Los Angeles im US-Bundesstaat Kalifornien.  Sie wurde erst im Jahre 1999 entdeckt. Die Verwerfung verläuft etwa 25 Meilen (40 km) von den La Puente Hills im Südosten zum Griffith Park im Nordwesten.

## Erdbebengefahr
Geologen haben festgestellt, dass die Erdspalte in den vergangenen 11.000 Jahren mindestens viermal ein schweres Erdbeben auslöste. Die von der Puente-Hills-Verwerfung ausgehende Gefahr wird dennoch als hoch eingestuft. Ein Grund dafür ist der Verlauf der Spalte unter der dicht besiedelten Gegend. Die Metropolregion Los Angeles lag im Jahre 2008 mit 17,7 Millionen Einwohnern an zehnter Stelle der Liste der größten Metropolregionen der Welt. Die Forscher erwarten, dass es durch diese Erdspalte noch in diesem Jahrhundert zu einem verheerenden Erdbeben kommen wird. Die erwartete Magnitude könnte eine Stärke von 7,0 bis 7,5 auf der Richterskala erreichen. In diesem Fall sei dem United States Geological Survey (USGS) zufolge mit einem Sachschaden von bis zu 250 Milliarden US-Dollar und etwa 3.000 bis 18.000 Toten zu rechnen. Die Erschütterungen werden ungleich stärker sein als die bisher berechneten durch die des San-Andreas-Grabens ausgelösten Erdbeben.